# 국립의료원 간호대학
국립의료원 간호대학은 간호사 양성을 목적으로 설립된 대한민국의 국립 전문대학이었다. 서울특별시 중구에 위치해 있었으며, 2007년 성신여자대학교와 합쳐지면서 폐지되었다.

## 연혁[1]
- 1958년 : 국립의료원 부설 간호학교로 개교
- 1977년 : 국립의료원 간호전문학교로 개편
- 1979년 : 국립의료원 간호전문대학으로 개편
- 1998년 : 국립의료원 간호대학으로 교명 변경
- 2007년 : 성신여자대학교와 통합되면서 폐지

## 같이 보기
- 국립중앙의료원